# Eucalyptus carnei
Eucalyptus carnei är en myrtenväxtart som beskrevs av C. Gardner. Eucalyptus carnei ingår i släktet Eucalyptus och familjen myrtenväxter. Inga underarter finns listade i Catalogue of Life.